# 天炉座
天爐座（英語：Fornax，/ˈfɔːrnæks/）是在天球南半球的一個星座，部分被天河波江座環繞著。它的英文名字是拉丁語的爐子。它由法國天文學家尼古拉-路易·德·拉卡伊於1756年命名，是現代的88個星座之一。
最亮的三顆恆星：α、β和天爐座μ，形成一個朝南的扁平三角形。天爐座α的視星等為3.91，是天爐座中最亮的恆星。已發現六個恆星系統有系外行星。天爐座矮星系是銀河系的一個暗淡的小衛星星系。NGC 1316是一個相對靠近的電波星系。
哈伯的哈伯超深空（英語：Ultra-Deep Field）就位於天爐座內。
它是夜空中第41大的星座，佔天球的398 平方度。它位於南半球 （SQ1）的第一象限，在 12 月份可以在 +50° 和 -90° 之間的緯度之間看到。

## 历史
.

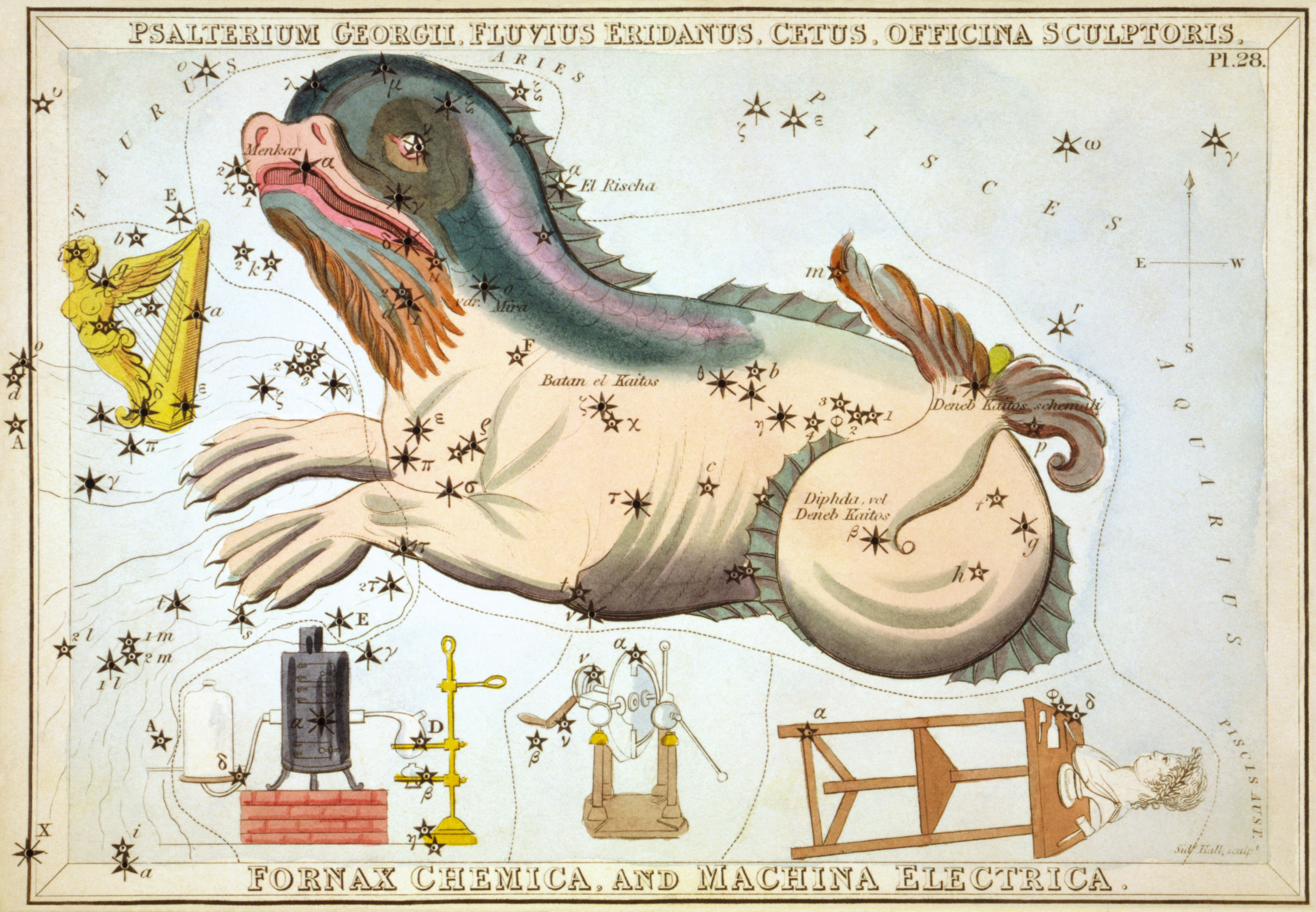
在這張描繪天爐座（化學熔爐）的烏拉尼亞之鏡（自1825年）卡片中，可以看到鯨魚座。

法國天文學家尼古拉-路易·德·拉卡伊在他的早期星表中，首先在法語中將這個星座描述為帶有蒸餾器和接收器的化學熔爐（“le Fourneau Chymique”），但在1752年的平面球上將其縮寫為le Fourneau之前，他已經在好望角逗留兩年時間，觀察並編目了近10,000顆南方恆星。他在從歐洲看不到或看不清楚的南天半球未知區域設計了14個新星座。除了一個之外，所有儀器都推崇象徵啟蒙時代的儀器。拉卡伊在他1763年的圖表上將這個名字拉丁化為“Fornax Chimiae”。

## 特性
波江座在東、北、南與天爐座接壤，而鯨魚座、玉夫座和鳳凰座分別位於其北、西、南側。它覆蓋了397.5平方度，即0.964%的天空，在88個星座中排名第41位的，1922年國際天文學聯合會採用該星座的三個字母「For」作為星座名稱的縮寫 。比利時天文學家歐仁·約瑟夫·德爾波特於1930年設定的官方星座邊界由8個分段的多邊形定義（在「資訊框」中顯示）。在赤道坐標系中，這些邊界的赤經座標位於01h 45m 24.18s和03h 50m 21.34s之間，而赤緯座標在-23.76°和-39.58°之間。在緯度50°N以南的觀測者可以看到整個星座。

## 特徵

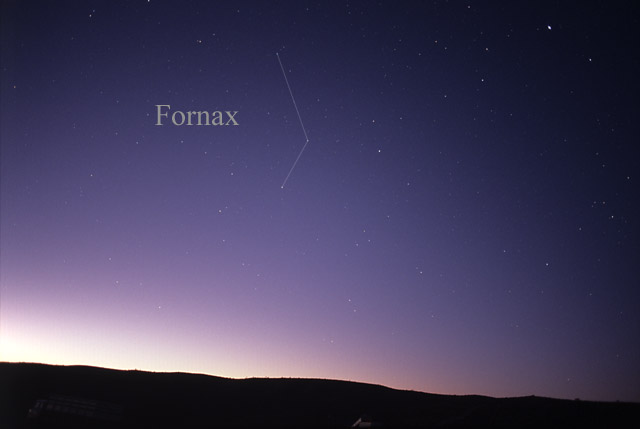
肉眼所見的天爐座。

### 恆星
拉卡伊為27顆恆星賦予了拜耳名稱，這些恆星現在從天爐座α至ω。但將相距3.5度的兩顆恆星標記為γ，三顆η星，兩顆ι星，兩顆λ和三顆χ。天爐座π是由古爾德添加的，還有θ和ο分別被古爾德和貝利刪除。後來也發現有兩顆恆星被命名為ε，並被保留下來。總體而言，該星座邊界內有59顆恆星的亮度大於或等於視星等6.5。然而，沒有比4等更亮的恒星。
三顆最亮的恆星形成一個扁平的三角形，其中α（也稱為Dalim ），天爐座ν標記其東部和西部的點，天爐座β標記淺南部頂點。最初由約翰·弗蘭斯蒂德指定為波江座12的恆星被拉卡伊命名為天爐座α，是這個新星座中最亮的恆星，是通過小型業餘望遠鏡就可以分辨出來的一對聯星。主星的視星等為3.91，是一顆黃白色的次巨星，質量是太陽的1.21倍，在耗盡核心氫後開始冷卻和膨脹，已經膨脹到太陽半徑的1.9倍。伴星的星等為6.5，質量是太陽的0.78倍。它已被確定為藍離散星，過去曾從第三顆恆星積累物質或與之合併；它是一個强X射線源。這對恆星距離地球46.4±0.3光年。
天爐座β是一顆4.5等，光譜類型為G8IIb的黃色巨星，已經冷卻並膨脹到太陽直徑的11倍，距離地球178 ± 2光年。它是一個紅群聚巨星，這意味著它經歷了氦閃，目前正在通過其核心的氦融合產生能量。
天爐座ν距離地球370 ± 10光年，是一顆光譜類型為B9.5IIIspSi的藍巨星，質量為太陽的3.65±0.18倍，亮度約為太陽的245倍，直徑為太陽的3.2±0.4倍。它的光度變化週期為1.89天，與自轉週期相同。這是因為其大氣中金屬豐度的差異；它屬於一類被稱為獵犬座α²型變星的變星。
天爐座ε是距離地球104.4±0.3光年的聯星系統，其視星等為5.89。它的組成恆星每37年繞彼此運行一次。這顆主星大約有120億年的歷史，已經冷卻並膨脹到太陽直徑的2.53倍，而質量只有太陽的91%。天爐座ω是一個聯星系統，由光譜類型為B9.5V，星等為4.96的藍色主序星，和光譜類型為A7V，星等為7.88的白色主序星組成。該系統距離地球470±10光年。
天爐座κ是由一顆黃巨星和一對紅矮星組成的三合星系統。
天爐座R是一顆長週期變星和碳星。
LP 944-20是一顆光譜類型為M9的棕矮星，質量約為太陽的7%。它距離地球約21光年，是一個微弱的天體，視星等為18.69。2007年發表的觀測表明，LP 944-20的大氣中含有大量的鋰，並且有塵土飛揚的雲。還有更小、更不明亮的2MASS 0243-2453，是一顆光譜類型為T6的T型棕矮星。它的表面溫度為1040-1100K，質量為太陽的2.4-4.1%，直徑為太陽的9.2-10.6%，年齡為4-17億年。
天爐座的六顆恆星系統被發現有行星：
- 天爐座λ2是一顆質量約為太陽1.2倍的恆星，其行星質量約與海王星相當，於2009年經由都卜勒光譜學發現。這顆行星的軌道週期約為17.24天[26]。
- HD 20868是一顆棕矮星，質量約為太陽的78%，距離地球151±10光年。它被發現有一顆行星，質量大約是木星的兩倍，軌道週期為380天[27]。
- WASP-72是一顆質量約為太陽1.4倍的恆星，它已經離開主序帶，開始冷卻和膨脹，直徑達到太陽直徑的兩倍。它有一顆質量與木星一樣大的行星，每 2.2天繞恆星運行一次[28]。
- HD 20781和HD 20782是一對彼此互繞的類太陽黃色主序星。兩顆星都被發現有行星。
- HR 858是天爐座中一顆近乎肉眼可見的恆星，距離31.3秒差距。2019年5月，宣佈通過凌日系外行星勘測衛星的凌日法觀測到至少3顆系外行星。

### 深空天體
本地群

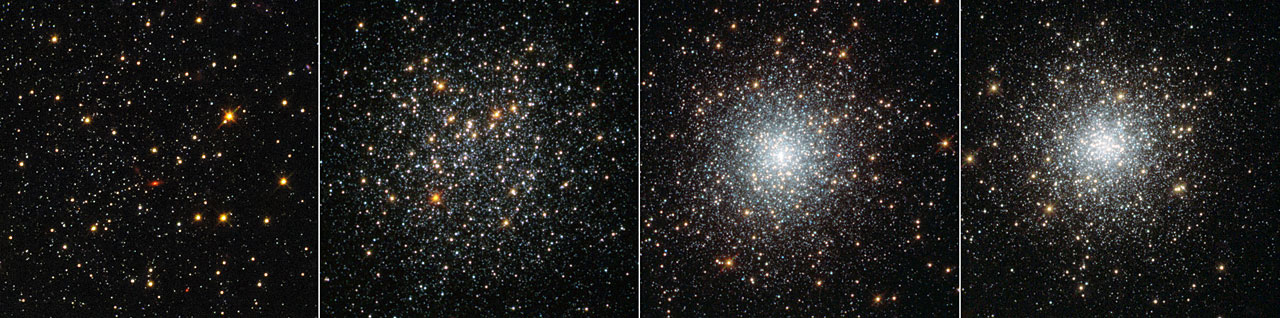
天爐座中的四個球狀星團。

NGC 1049位於天爐座矮星系中，是距離地球500,000光年的一個球狀星團。NGC 1360是位於天爐座一個 行星狀星雲，視星等約為9.0，距離地球1,280光年。它的中心恆星亮度為11.4等，是一個異常明亮的樣本。它的大小是天琴座中著名的環狀星雲的五倍，在 6.5 角分處。與環狀星雲不同的是，NGC 1360顯然是橢圓形的。
天爐座矮星系是一個矮星系，屬於本星系群的一部分。儘管它的距離相對較近，只有50萬光年，但業餘的小望遠鏡無法看到它。
珍珠星流是天爐座星系中的一條小星系流。這個小星系在60億年前被銀河系摧毀。此處有著銀河系外行星的候選者：HIP 13044 b。
外面
NGC 1097是位於天爐座的棒旋星系，距離地球約4,500萬光年。它的視星等為9等，可以用中型的業餘望遠鏡看到。值得注意的是，它是一個西佛星系，具有强烈的光譜發射，表明存在電離氣體和一個位於中心的超大質量黑洞。
天爐座星系團

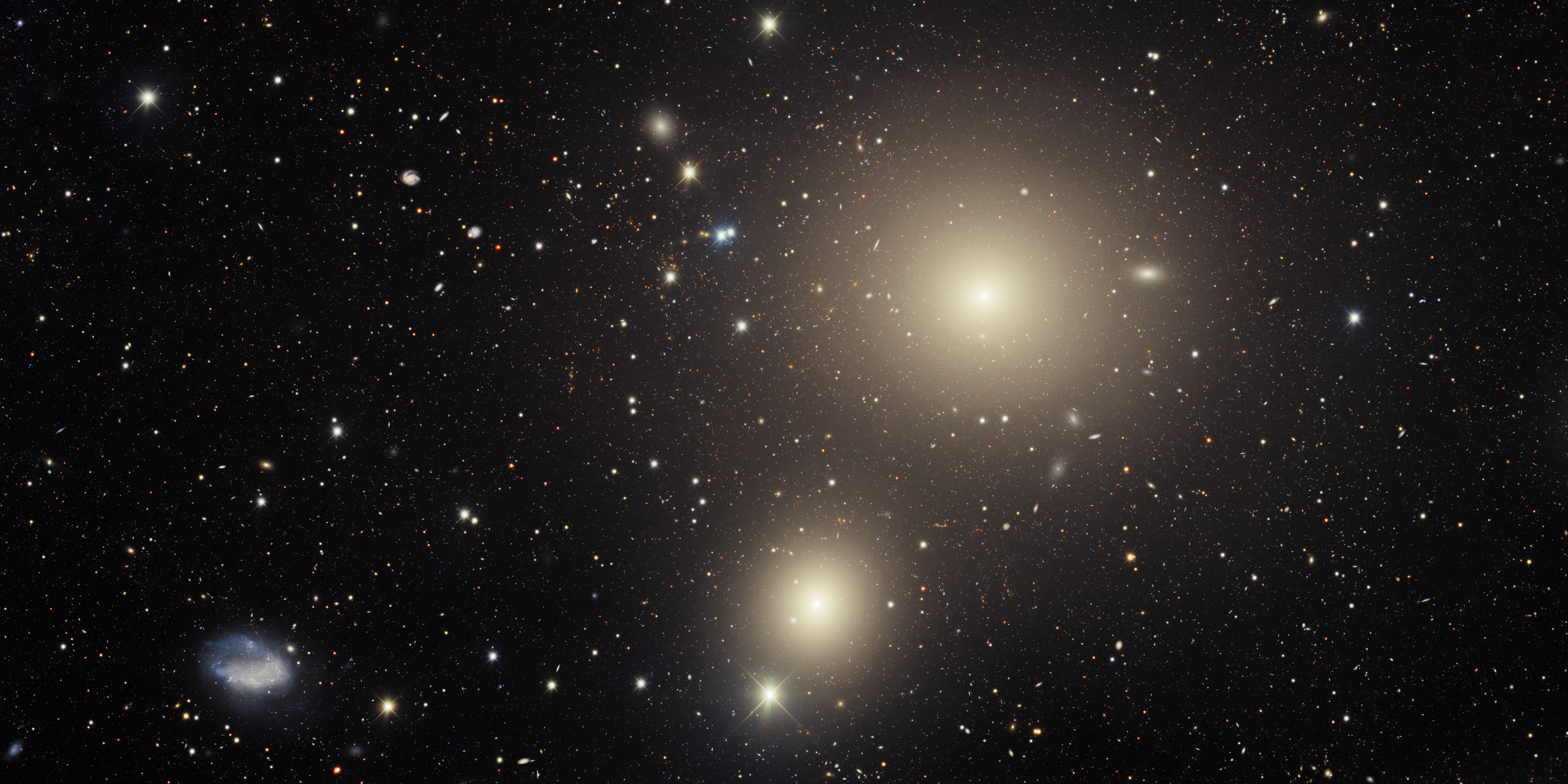
天爐座星系團中的星系。

天爐座星系團是一個距離1,900萬秒差距（6200萬光年）的星系團。它是1億光年距離內第二豐富的星系團，僅次於相當龐大的室女座星系團，可能與附近的波江座星系團有關。 它主要位於天爐座，其南部邊界部分穿過波江座，覆蓋的天空面積約為 6° 或約28平方度。天爐座集群是更大的 天爐座牆的一部分。以下是此集群中的一些著名天體：
NGC 1365是另一個棒旋星系，距離地球5,600萬光年。與NGC 1097一樣，它也是一個西佛星系。它的棒狀圖是恆星形成的中心，顯示了由螺旋臂延伸的塵埃帶。明亮的核表明存在一個活躍星系核：一個中心有超大質量黑洞，從棒中吸積物質的星系。它是一個與天爐座星系團相關的10等星系。
天爐座A是一個具有廣泛的射電波瓣的電波星系，對應於視星等9等的光學星系NGC 1316。天爐座A距離地球6,200萬光年，是距離地球較近的一個活躍星系，在可見光中呈現為一個巨大橢圓星系，其核心附近有塵埃帶。這些塵埃帶使天文學家發現，它最近併吞了一個小的螺旋星系。由於NGC 1316具有較高的Ia超新星生成率，因此它被用來確定宇宙的大小。產生射電波瓣的噴流並不是特別强大，由於與星系間介質的相互作用，波瓣具有更分散、打結的結構。與這個特殊星系相關的是一個完整的星系團。
NGC 1399是南天星座天爐座的一個大橢圓星系，是天爐座星系團的中心星系。
這個星系距離地球6,600萬光年。它的直徑為13萬光年，略大於銀河系，是天爐座星系團中最大的星系之一。威廉·赫歇爾於1835年10月22日發現了這個星系。
NGC 1386是位於波江座的一個螺旋星系。它距離地球約5,300萬光年，具有可見的尺寸3.89' x 1.349'。它是天爐座星系團中唯一的西佛星系。
NGC 1427A是在星座波江座的一個不規則星系。它的距離模數已使用球狀星團光度函數估計為31.01 ± 0.21，約為5,200萬光年。它是天爐座星系團中最亮的矮不規則星系，是星團中心星系NGC 1399的前景星系。
NGC 1460是在星座波江座的一個棒透鏡星系。它是由約翰·赫歇爾於1837年11月28日發現的。它正在以1341公里/秒遠離銀河系。NGC 1460的哈伯分類為SB0，這表明它是一個棒透鏡星系。但是，它的核心包含一個巨大的棒。如方框中的哈伯影像所示，該棒形正從星系的中心向邊緣擴散。這個棒透鏡星系中最大的棒狀星系之一。
還有第一個發現的超緻密矮星系。
遙遠的宇宙

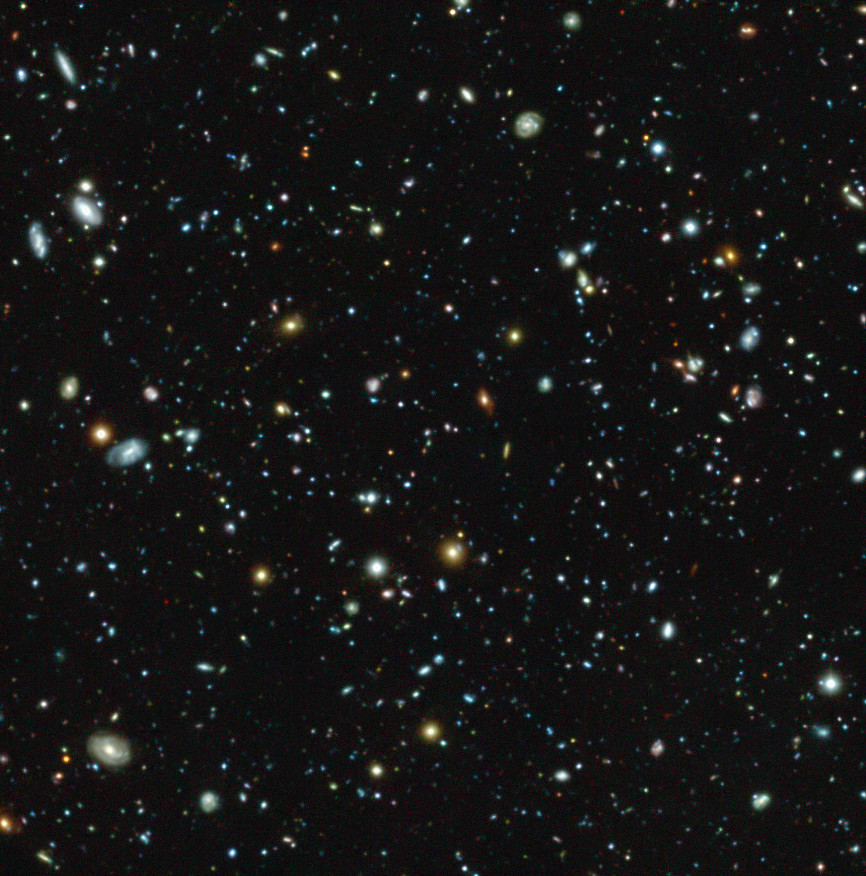
使用多單元光譜探測器看到的哈伯超深空。

天爐座一直是探索宇宙最深處的目標。哈伯超深空位於天爐座星系團內部，而天爐座星系團是主要位於天爐座內部的一個小型星系團。在英國舉行的皇家天文學會會議上，昆士蘭大學的一個團隊描述了該星座中40個未知的「矮星系」；哈伯太空望遠鏡和歐洲南方天文台的甚大望遠鏡之後續觀測表明，直徑約為120光年（37秒差距）的超緻密矮星系比以前已知的矮星系小得多
`
UDFj-39546284是位於天爐座的原星系候選者。然而，最近的分析表明，它可能是一個較低的紅移源。
GRB 190114C是來自45億光年外，靠近天爐座星系的一次引人注目的伽馬射線暴的爆炸，最初是在2019年1月發現。據天文學家稱，「迄今為止從地球上看到的最明亮的光……大爆炸以來宇宙中最大的爆炸」。

## 等效物
在中國天文學中，與天爐座相對應的恆星位於西方白虎（西方白虎：Xī Fāng Bái Hǔ）。

## 註解
1. ↑  例外是山案座，以 桌山命名。其他十三個（與天爐座一起）是唧筒座、雕具座、 圓規座、時鐘座、顯微鏡座，矩尺座、南極座、繪架座、羅盤座、網罟座、玉夫座和望遠鏡座[2]。
2. ↑  雖然從科技上講，該星座的部分區域在北緯50°至66°之間的地平線之上，但地平線上幾度以內的恆星實際上是不可觀測的。[5]
3. ↑  6.5等的天體是從郊區、農村過渡到夜空中肉眼可見的最微弱的天體[8]

### 引用的文字
- Levy, David H. . Prometheus Books. 2005. ISBN 978-1-59102-361-6.
- Ridpath, Ian; Tirion, Wil, , Princeton University Press, 2001, ISBN 978-0-691-08913-3
- Ian Ridpath and Wil Tirion (2007). Stars and Planets Guide, Collins, London. ISBN 978-0-00-725120-9. Princeton University Press, Princeton. ISBN 978-0-691-13556-4.

## 外部連結
- The Deep Photographic Guide to the Constellations: Fornax （页面存档备份，存于）
- Starry Night Photography – Fornax Constellation （页面存档备份，存于）
- The clickable Fornax （页面存档备份，存于）